# Carrer del Doctor Jaume Curell (el Masnou)
El carrer del Doctor Jaume Curell és un carrer del municipi del Masnou (Maresme) amb un conjunt arquitectònic protegit com a bé cultural d'interès local.

## Història
El nom del carrer fa referència al metge Jaume Curell i Sampera, alcalde del Masnou per la Lliga Regionalista entre 1922 i 1923. Antigament, el carrer s'anomenava carrer de la Ginesta. L'any 1935 l'Ajuntament del Masnou va fer un homenatge al doctor Jaume Curell i decidí posar el seu nom al carrer on havia nascut i havia tingut consultori mèdic i quirúrgic (que es trobava a la casa número 30).

## Descripció
És un carrer significatiu, format per façanes de cases a una banda i jardins i patis a l'altra. D'aquesta manera, els jardins i patis, en lloc de trobar-se adossats a la part posterior o anterior de la casa, estan separats pel carrer. Antigament, totes les cases gaudien de vistes del mar.
Les cases del carrer són cases de cos entre mitgeres de planta rectangular amb les façanes alineades al pla del carrer. Les cases consten de planta baixa i planta pis (excepte algunes a les quals se'ls ha afegit una altra planta) i s'acaben amb coberta inclinada de teules àrabs a dues aigües i el carener paral·lel a la façana principal, orientada a migdia (tot i que algunes han transformat la meitat sud de la coberta en un terrat pla practicable). Les façanes són simètriques definides per la porta d'accés i finestra lateral a la planta baixa i dues finestres a la planta pis. Els brancals, llindes i ampits de les obertures que no han estat modificades són de pedra vista treballada.
L'extrem del carrer que fa cantonada amb el carrer de la Mare de Déu del Carme s'acaba amb unes escales per salvar el desnivell entre els dos carrers.
El pati davanter de la casa número 6 conserva un safareig.